# Kłosownica pierzasta
Kłosownica pierzasta (Brachypodium pinnatum) – gatunek rośliny należący do rodziny wiechlinowatych. Występuje naturalnie od północno-zachodnich krańców Afryki, poprzez niemal całą Europę i Azję środkową oraz północną po północno-wschodnią część Chin. W Polsce rośnie na terenie całego kraju.

## Morfologia

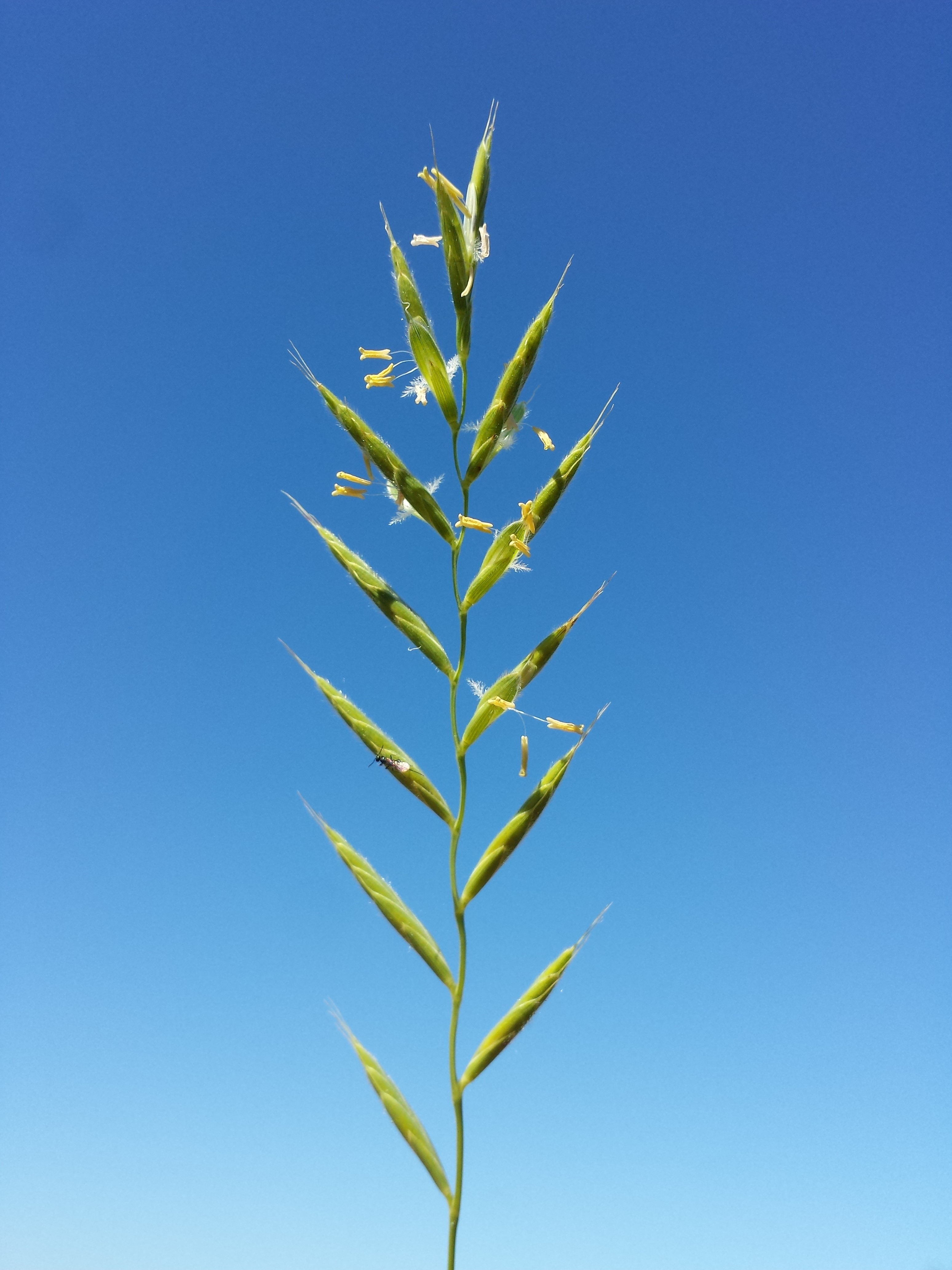
Kwiatostan

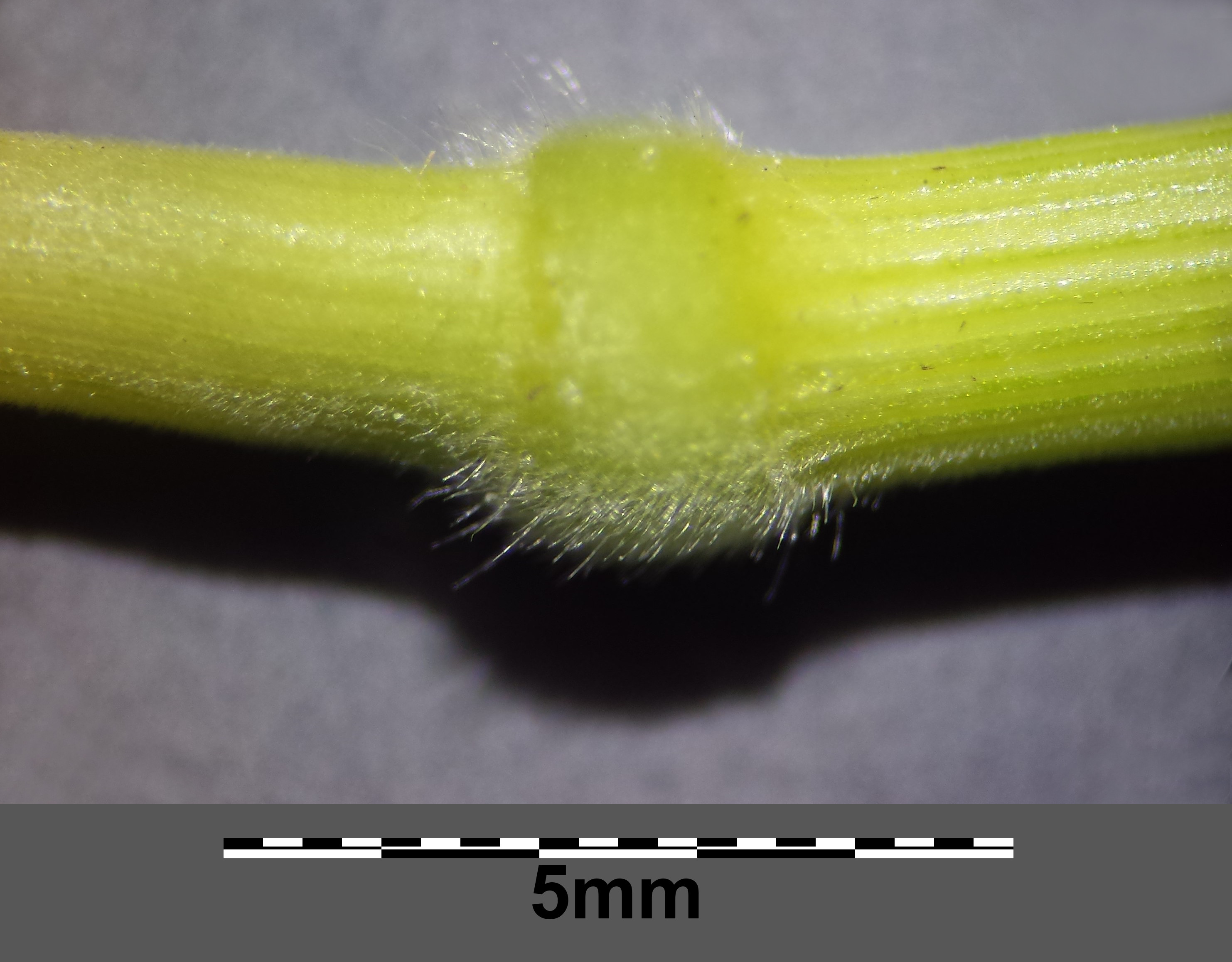
Owłosione kolanko

ŁodygaŹdźbło o wysokości 40–80 cm.
KwiatyKłoski są wysmukłe o długości 2–4 cm, od osadki ostają ukośnie w górę. Kłoski ułożone w dwóch szeregach w +/- jednej płaszczyźnie.

## Biologia i ekologia
Bylina, hemikryptofit. Rośnie na glebach wapiennych (gatunek wskaźnikowy dla gleb zasadowych), na obrzeżach lasów. Na północy Polski występuje rzadziej, a na południu często pokrywa duże połacie terenu. Kwitnie w lipcu. Gatunek charakterystyczny muraw kserotermicznych z klasy Festuco-Brometea.